# Eremobates kastoni
Eremobates kastoni är en spindeldjursart som beskrevs av Muma och Brookhart 1988. Eremobates kastoni ingår i släktet Eremobates och familjen Eremobatidae. Inga underarter finns listade i Catalogue of Life.